# إيفيلين هاس
إيفيلين هاس (بالألمانية: Evelyn Haas)‏ هي قاضية ألمانية، ولدت في 7 أبريل 1949 في هانوفر في ألمانيا.